# シチリア語
シチリア語（シチリアご、シチリア語: sicilianu、イタリア語: lingua siciliana）は、シチリア島とイタリア南部で使用されているロマンス語の一種。シチリア方言はシチリアとその周辺の島々で話され、カラブリア州の南部と中央部、プーリア州の南部、カンパニア州、イタリア本土でも使用される。
イスラムの支配下にあった歴史から、現在は死語となったアラビア語シチリア方言の語彙が多く取り入れられている。

## 言語名別称
- カラブリア＝シチリア語（Calabro-Sicilian）
- Sicilianu
- Siculu

## 方言
- シチリア語
  - シチリア本島方言
  - 南カラブリア方言（カラブリア語とも）
  - サレント方言（サレント語とも）

### 分類
- Central Metafonetica (scn-cen)
- Messinese (scn-mes)
- Eastern Nonmetafonetica (scn-eas)
- Isole Eolie (scn-iso)
- Western Sicilian (scn-wes)
- Southern Calabro (scn-soc)
- Pantesco (scn-pan)
- Southeast Metafonetica (scn-sou)